# Châtellerault
Châtellerault je francouzské město v departementu Vienne v regionu Nová Akvitánie. V roce 2013 zde žilo 31 262 obyvatel. Je správním centrem arrondissementu Châtellerault.

## Geografie
Město leží na řece Vienne. Sousední obce jsou: Antran, Availles-en-Châtellerault, Cenon-sur-Vienne, Ingrandes, Naintré, Oyré, Senillé-Saint-Sauveur a Thuré.

## Historie
Město je poprvé zmiňováno v roce 936 jako Castro Airaldi in pago pictauo podle jeho vlastníka Ayrauda. Tradičně proslulo zpracováním kovů. V roce 1819 byl založen státní zbrojařský podnik Manufacture d'armes de Châtellerault. Továrna zanikla v roce 1968 a její areál slouží volnočasovým aktivitám. Město vyniká leteckým průmyslem, pobočky zde mají Safran Aircraft Engines a Thales Group.
K památkám patří zámek Targé, kostel svatého Jakuba založený v jedenáctém století, most Jindřicha IV. ze sedmnáctého století a most Camille de Hoguese, který je nejstarším železobetonovým mostem ve Francii.
Jižně od Châtellerault byl v roce 1987 otevřen naučný zábavní park Futuroscope.

## Vývoj počtu obyvatel
Počet obyvatel

## Významné osobnosti narozené v Châtellerault
- Eleonora ze Châtelleraultu (1103-1130)
- Clément Janequin (1485–1558),renesanční hudební skladatel
- Rodolphe Salis (1851–1897) (Le Chat Noir)

### Další osobnosti
- Jean-Pierre Thiollet (* 1956), spisovatel